# Gruppe Jugendfoto Berlin
Die Gruppe Jugendfoto Berlin, auch Gruppe „Jugendfoto Berlin“, war eine 1969 in der DDR gegründete Gruppe junger Bildjournalisten.

## Organisation
Die Gruppe Jugendfoto bestand aus den Fotografen  Christian Borchert, Ulrich Burchert, Heinz Dargelis, Volker Hedemann, Martina Kaiser,  Eberhard Klöppel, Peter Meißner (* 1944), Bernd-Horst Sefzik, Detlev Steinberg, Uwe Steinberg, Wulf Olm und Manfred Uhlenhut. 
Wolfgang Kil schreibt, dass Burchert, Sefzik, Uwe und Detlev Steinberg später zu den Gründern der AG Fotografie des Verbands Bildender Künstler der DDR gehörten.
Die Gruppe setzte sich für einen „glaubwürdigen Bildjournalismus“ (Zitat Detlev Sternberg) ein, der die Realität der DDR abbildete und nicht nur zeigte, was gezeigt werden sollte.
Die Gruppe gehörte zum Zentralrat der FDJ.